# Curimataí
Curimataí é um distrito do município brasileiro de Buenópolis, no interior do estado de Minas Gerais. Segundo o censo demográfico de 2022, realizado pelo Instituto Brasileiro de Geografia e Estatística (IBGE), sua população era de 1 370 habitantes e havia 555 domicílios particulares permanentes ocupados. Possui área de 1 030,79 km² conforme a Fundação João Pinheiro (FJP).
De acordo com o IBGE, em 2010 a população era de 2 130 habitantes e havia 857 domicílios particulares.
Foi criado pelo decreto de 14 de julho de 1832, então pertencente a Diamantina. Pela lei estadual nº 148 de 17 de dezembro de 1938 passou a pertencer a Buenópolis, que foi emancipado nesse mesmo dia.
Situada em um vale entre a Serra de Minas e a Serra do Cabral, a localidade é abrigo de um dos maiores afluentes do rio das velhas, o rio Curimataí. Rica em belezas naturais, possui várias cachoeiras, águas termais e é uma das portas de entrada para o Parque Nacional das Sempre-Vivas. O nome dado ao distrito tem etimologia indígena, e significa "rio dos curumatãs, peixe de escamas e de carne saborosa". Provavelmente há alguma relação com o grande número de cachoeiras e cursos d’ água da região.

## História
Uma das hipóteses para o surgimento do distrito em meados do século 18, entre os anos de 1760 e 1770, é a construção do curral da contagem de gado, que funcionava como entidade alfandegária. A região era responsável pelo abastecimento do distrito, o que explica a ocorrência deste ponto de fiscalização. Outra suposição levantada é de que os primeiros habitantes do local eram sonegadores de impostos referentes à extração de diamantes e ouro da região do Arraial do Tejuco.
Um relato do viajante e naturalista francês Auguste de Saint-Hilaire em 1817 descreve o que viu no início do povoado: 
“De todas as povoações por onde passei desde o começo da viagem pelo sertão, Curimatahy foi a única em que vi jardins, os vegetais aí plantados dão a essa localidade um ar de frescor que não possuem Contendas (hoje Brasília de Minas), Coração de Jesus, etc. Mas é preciso convir que os habitantes de Curimatahy são favorecidos no que respeita à água: pois que correm da montanha vários regatos, que deslizam em volta da povoação, entretem nela um pouco de umidade e fornecem os meios para fazer irrigações”
Ainda hoje Curimataí conserva algumas características do início de sua ocupação - ruas de terra batida e grama, casas que mantêm o mesmo material de sua construção e outras que preservam a fachada típica das casas mineiras do século 18 e 19. 
Antigo povoado da região dos diamantes, pertenceu originalmente à Vila do Príncipe, hoje cidade do Serro, também pertenceu a cidade de Curvelo, antes de ser integrado a Diamantina em 14 de julho de 1832. Em 17 de dezembro de 1938, através da lei nº 148, quando é criado o município de Buenópolis, Curimataí é transferida para este município.

## Curral de Contagem ou Curral de Pedras
O Curral de Contagem é uma construção do século XVIII e parece ser a única do gênero em Minas Gerais. Possui um formato quadrado, com duas aberturas para cancelas. Trata-se de uma edificação de pedras filetadas irregulares com junta seca dispensando, assim, o uso de argamassa e utilizando como acabamento a interpolação de pedras menores entre as maiores. O resultado são paredes bastante largas, com 70 cm de espessuras e 2 m de altura. Com o intuito de facilitar a visibilidade para a contagem do gado, ao lado das cancelas e em uma das laterais, existem degraus de pedra em balanço, para facilitar o acesso ao topo do muro.
Apesar de não existirem documentações que tratem especificamente do Curral da Contagem ou, como também ficou conhecido, Curral de Pedras, sabe-se que o mesmo foi utilizado como entidade alfandegária para que se fizesse a contagem do gado destinado ao abastecimento da região de Diamantina. Existe até mesmo uma hipótese de que a ocupação de Curimataí se deu pela existência desta atividade na região, o que ocasionou a aglomeração de casas na época da formação do povoado. 
Ainda hoje, o Curral preserva suas características iniciais, apesar das cancelas de madeira terem sido retiradas, a reconstrução e restauração foi feita por moradores locais.